# Victor Wong (Schauspieler, 1906)

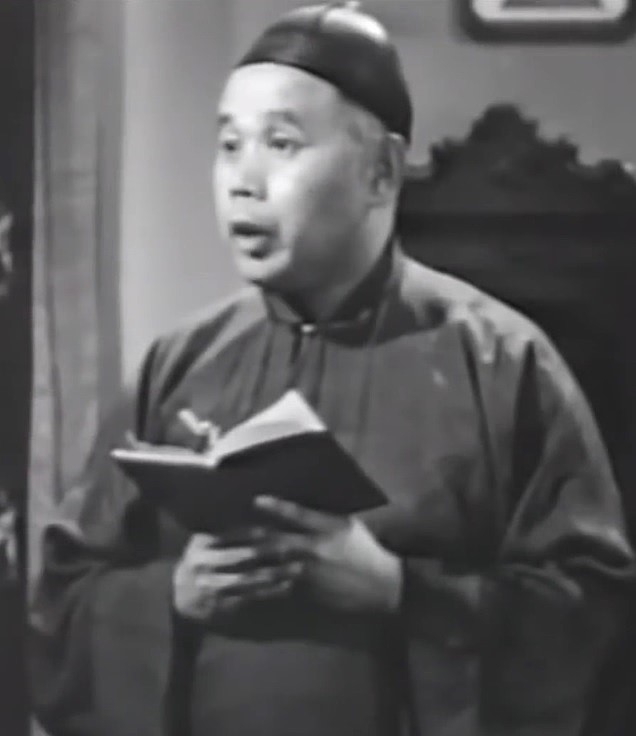
Victor Wong

Victor Wong (* 24. September 1906 in Los Angeles, Kalifornien, Vereinigte Staaten; † 7. April 1972 ebenda) war ein chinesisch-US-amerikanischer  Schauspieler.

## Leben
Victor Wong wurde 1906 in Vereinigte Staaten geboren. Zwischen 1932 und 1945 trat er als Schauspieler in über 35 Filmen in Erscheinung, wobei seine Auftritt oftmals kurz und im Abspann ungenannt waren. Ein Beispiel hierfür war die Rolle als Anführer der Banditen in Frank Capras Film In den Fesseln von Shangri-La aus dem Jahr 1937.
Wongs heute bekannteste Rolle ist die des Schiffskoches Charlie in den Filmen King Kong und die weiße Frau (1933) und Son of Kong (1933). Wongs denkwürdigste Szene hatte er im Originalfilm, als er Beweise dafür findet, dass Eingeborene Ann Darrow entführt haben. Er schreit: „Alle Mann an Deck! Alle an Deck!“ Dies löst Panik an Bord aus, woraufhin die Suche nach Anns Aufenthaltsort beginnt. Die Figur Charlie war in der Fortsetzung Son of Kong prominenter und bot Wong deutlich mehr Leinwandzeit. Die Figur wird aber auch als rassistisches Stereotyp kritisiert, insbesondere für seinen Ausruf „Hier war ein verrückter Schwarzer!“. Stereotyp angelegten Rollen waren für asiatischstämmige Schauspieler im Hollywood-Film dieser Zeit üblich.

## Filmografie
- 1932: Shanghai-Express (Shanghai Express)
- 1932: War Correspondent
- 1933: King Kong und die weiße Frau (King Kong)
- 1933: White Woman
- 1933: King Kongs Sohn (Son of Kong)
- 1935: Fräulein Wirbelwind (Vagabond Lady)
- 1935: Without Regret
- 1936: The Leathernecks Have Landed
- 1936: Hair-Trigger Casey
- 1936: Brilliant Marriage
- 1936: Shadow of Chinatown
- 1937: In den Fesseln von Shangri-La (Lost Horizon)
- 1937: Waikiki Wedding
- 1937: Dangerous Holiday
- 1937: Mr. Moto und der China-Schatz (Thank You, Mr. Moto)
- 1938: The Beloved Brat
- 1938: The Fighting Devil Dogs
- 1938: Shadows Over Shanghai
- 1938: Zu heiß zum Anfassen (Too Hot to Handle)
- 1939: North of Shanghai
- 1939: Second Fiddle
- 1939: Mr. Moto Takes a Vacation
- 1939: The Taming of the West
- 1939: Barricade
- 1940: Phantom of Chinatown
- 1940: No, No, Nanette
- 1940: The Phantom Submarine
- 1941: Passage from Hong Kong
- 1942: A Yank on the Burma Road
- 1942: Remember Pearl Harbor
- 1942: Wake Island
- 1942: Unternehmen Tigersprung (Flying Tigers)
- 1942: Destination Unknown
- 1943: The Adventures of Smilin' Jack
- 1943: Botschafter in Moskau (Mission to Moscow)
- 1944: Drachensaat (Dragon Seed)
- 1945: Betrayal from the East